# Utensilnord-Named/2012
Deze pagina geeft een overzicht van de Utensilnord-Named-wielerploeg in 2012.

## Algemene gegevens
Algemeen manager: Fabio Bordonali
Ploegleider: Marco Giuseppe Tabai
Classificatie : Professional Continental Team
Fietsmerk: De Rosa
Land: Italië

## Renners
| Naam                | Geboortedatum | Nationaliteit | Ploeg 2011 |
| ------------------- | ------------- | ------------- | ---------- |
| John-Lee Augustyn   | 10-08-1986    | Zuid-Afrika   |            |
| Filippo Baggio      | 05-06-1988    | Italië        |            |
| Paolo Bailetti      | 15-07-1980    | Italië        |            |
| Oleg Berdos         | 09-06-1987    | Moldavië      |            |
| Gabriele Bosisio    | 06-08-1980    | Italië        |            |
| Stiven Fanelli      | 30-12-1987    | Italië        |            |
| Matteo Fedi         | 11-11-1988    | Italië        |            |
| Edoardo Girardi     | 22-10-1985    | Italië        |            |
| Adrian Kuriek       | 21-03-1988    | Polen         |            |
| Gianluca Maggiore   | 21-02-1985    | Italië        |            |
| Cristiano Monguzzi  | 31-08-1985    | Italië        |            |
| Fabio Piscopiello   | 16-02-1985    | Italië        |            |
| Federico Rocchetti  | 14-01-1986    | Italië        |            |
| Francisco Vila      | 11-10-1975    | Spanje        |            |
| Gianfranco Visconti | 18-02-1983    | Italië        |            |
| Marco Zanotti       | 10-09-1988    | Italië        |            |

## Belangrijke overwinningen
| Ronde van Colombia 2e etappe: Marco Zanotti 7e etappe: Marco Zanotti |

2010 · 2011 · 2012